# Камерленго
Камерле́нго, или камера́рий Римско-католической церкви (итал. camerlengo, лат. camerarius) — одна из высших придворных должностей при Святом Престоле. Должность камерленго имеет светские административные функции, среди которых выделяются управление финансами и имуществом Папского Престола. Камерленго возглавлял, до её упразднения в 2022 году, Апостольскую Палату (Camera Apostolica). Генеральный Администратор Папского Двора и суперинтендант собственности и доходов Папского престола. Пост камерленго занимает всегда только кардинал.
Титул камерария при папском дворе появился примерно в XI веке, по документам известен с 1159 года. Изначально обозначал заведующего хозяйством папского дворца. Ранее и теперь имеет право входа в покои папы, для чего имеет свой ключ.

## Церемония признания папы римского усопшим
Собственная самостоятельная власть камерленго проявляется лишь в период Sede Vacante (вакантного Престола) и сродни функциям Регента (Местоблюстителя Престола) в монархии. В период вакантного Престола камерленго является одновременно временно исполняющим обязанности суверена Святого Престола и суверенного главы города-государства Ватикан. По традиции, кардинал-камерленго трижды ударяет серебряным молоточком усопшего папу в лоб и трижды называет именем, данным ему при крещении, и просит откликнуться (например, в случае Иоанна Павла II эта фраза звучала так: «Carolus, dormisne?», то есть «Кароль, ты спишь?»). После этого камерленго произносит сакраментальную формулу: «Папа действительно мёртв» (лат. Vere Papa mortuus est). Святой Престол и Римско-католическая церковь вступают в фазу «вакантного престола». Также камерленго разламывает золотое кольцо папы, на котором выгравировано имя усопшего понтифика, и печать папы. Эти действия символизируют конец власти покойного папы римского. Затем камерленго уведомляет о кончине понтифика соответствующих чиновников Римской курии и декана Коллегии кардиналов и занимается приготовлениями к конклаву и похоронам папы.
Личный герб камерленго дополнен двумя перекрещенными ключами, золотым и серебряным, над которыми находится навес с чередованием красных и жёлтых полос (папский гонфалон, или амбреллино). Эта эмблематика также является официальным символом периода Sede Vacante (вакантного престола).
До XI века за администрацию собственности Римской церкви (Епархии Рима) был ответственен архидьякон Римско-католической церкви, но с течением времени его многочисленные древние привилегии и права увеличивались, что делало его власть помехой для независимых действий со стороны папы римского; в результате, когда бывший архидьякон, кардинал Гильдебранд (Григорий VII), был избран понтификом в 1073 году, он отстранил кардинала-архидьякона от контроля над собственностью и поручил наблюдение за Апостольской Палатой камерленго (лат. Camerarius).
За всю историю существования этой должности только пятеро камерленго впоследствии были избраны папами: кардинал Ченчио Савелли (Гонорий III, в 1216 году); кардинал Ринальдо Конти ди Сеньи (Александр IV, в 1254); кардинал Козимо Джентиле Мильорати (Иннокентий VII, 1404); кардинал Джоакино Печчи (Лев XIII, 1878) и кардинал Эудженио Пачелли (Пий XII, 1939).
С 14 февраля 2019 года камерленго является американский кардинал Кевин Фаррелл, который занял этот пост после длительной вакансии после смерти французского кардинала Жана-Луи Торана 5 июля 2018 года.

## Список камерленго Святой Римской Церкви
- кардинал Пьер из Клюни (ок. 1099);
- 1099—1101 — информации не найдено;
- кардинал Тиберио (1101);
- 1101—1119 — информации не найдено;
- кардинал Стефан из Безансона (1119—1120);
- 1120—1123 — информации не найдено;
- кардинал Альфанус (1123);
- 1123—1127 — информации не найдено;
- кардинал Джованни (1127);
- 1127—1141 — информации не найдено;
- кардинал Джованни (1141);
- 1141—1147 — информации не найдено;
- кардинал Иордан Санта-Сусанна — (документально 1147—1151);
- кардинал Франкус — (1151);
- кардинал Райнериус — (документально 1151);
- кардинал Инго (1154);
- кардинал Бозо Брейкспир — (1154/1055—1159);
- кардинал Бернард Темплар — (документально 1163);
- кардинал Теодино дельи Атти — (документально 1163);
- кардинал Леонард (1168);
- кардинал Франко Гофридус Фульхиер — (документально 1175—1181);
- кардинал Герардо Аллючиньоли — (приблизительно 1182/1184);
- кардинал Мелиор Ла Мэтр — (документально 1184—1187);
- кардинал Ченчио Савелли — (1188—1198), позднее избран папой римским Гонорием III;
- кардинал Риккардо — (документально 1198)[1]
- кардинал Оттавинао Конти ди Сеньи — (1200—1206);
- кардинал Стефано ди Чеккано — (1206—1216);
- кардинал Пандольфо Верракло — (1216—1222);
- кардинал Синибальдо — (приблизительно 1222 — приблизительно 1227);
- кардинал Ринальдо Конти ди Сеньи — (18 сентября 1227—1231), позднее избран папой римским Александром IV;
- 1231—1236 — информации не найдено;
- кардинал Томас (1236);
- кардинал Джованни да Ферентино — (1236—1238);
- 1238—1243 — информации не найдено;
- кардинал Мартино — (приблизительно 1243 — приблизительно 1251);
- кардинал Бётиус — (1251—1254);
- кардинал Никколо да Ананьи — (1254—1261);
- кардинал Пьер де Ронсево — (1261—1262);
- кардинал Пьер де Шарни — (1262—1268);
- кардинал Одо Шатёру — (занимал должность в 1270);
- кардинал Пьетро де Монтебруно — (занимал должность в 1272);[2]
- кардинал Гильельмо ди Сан-Лоренцо — (занимал должность в 1274);[2]
- кардинал Райнальдус Марчи — (занимал должность в 1277);[2]
- кардинал Анджело де Веццози — (занимал должность в 1278);[2]
- кардинал Берардо ди Камерино — (1279—1288)[2]
- кардинал Никколо де Треви — (1289—1292);[2]
- кардинал Томмазо д'Окра — (1294);
- кардинал Теодорико Раньери — (1297—1298);
- кардинал Джованни де Ананьи — (1301 — 23 декабря 1303);
- кардинал Арно Франжье де Шантелу — (1305—1307);
- кардинал Бертран II де Борд — (1307—1311);
- кардинал Арно д’О — (1311—1319);
- кардинал Гасбер де Валле — (1319—1347);
- кардинал Стефано Альдебранди Камбарути — (1347—1360);
- кардинал Арно Обер — (1361—1371);
- кардинал Пьер дю Кро — (1371—1383);
- кардинал Марино Джудиче — (документально 1382—1385);
- кардинал Марино Булкани — (документально 1385—1394);
- кардинал Стефано Палости де Верайнерис (1394—1396);
- кардинал Козимо Джентиле Мильорати (24 апреля 1396 — 17 октября 1404);
- кардинал Коррадо Караччоли — (документально 17 октября 1404 — 1 декабря 1406);
- кардинал Энрико Минутоли (1 декабря 1406 — 17 июня 1412);
- кардинал Антонио Коррер — (17 июня 1412 — 30 октября 1414);
- кардинал Пьер де Фуа Старший (30 октября 1414 — 19 июля 1419);
  - кардинал Франсуа де Конзи — (1415[3]—1431);
- кардинал Франческо Ландо (19 июля 1419 — 26 декабря 1427);
- кардинал Луи Алеман (26 декабря 1427 — 1 января 1431);
- кардинал Николо Альбергати (1 января 1431 — 1 января 1432);
- кардинал Франческо Кондульмер — (1432—1440);
- кардинал Людовико Скарампи Меццарота (1440—1465);
- 1465—1471 — вакантно;
- кардинал Латино Орсини — (1471—1477);
- кардинал Гийом де Эстутвиль — (1477—1483);
- кардинал Рафаэль Риарио (24 января 1483 — 9 июля 1521);
- кардинал Инноченцо Чибо — (1521);
- кардинал Франческо Армеллини Панталасси де Медичи — (1521—1527);
- кардинал Агостино Спинола — (1528—1537);
- кардинал Гвидо Асканио Сфорца ди Санта Фьора — (1537—1564);
- кардинал Вителлоццо Вителли — (1564—1568);
- кардинал Микеле Бонелли — (1568—1570);
- кардинал Луиджи Корнаро — (1570—1584);
- кардинал Филиппо Ваставиллани — (1584—1587);
- кардинал Энрико Каэтани — (1587—1599);
- кардинал Пьетро Альдобрандини — (20 декабря 1599 — 10 февраля 1621);
- кардинал Людовико Людовизи — (17 марта 1621 — 7 июня 1623);
- кардинал Ипполито Альдобрандини — (1623—1638);
- кардинал Антонио Барберини младший — (1638—1671);
- кардинал Палуццо Палуцци Альтьери дельи Альбертони — (1671—1698);
- кардинал Галеаццо Марескотти — про-камерленго (1698);
- кардинал Джаматтиста Спинола младший — (1698—1719);
- кардинал Аннибале Альбани — (1719—1747);
- кардинал Сильвио Валенти Гонзага — (25 февраля 1747 — 28 августа 1756);
- кардинал Джироламо Колонна ди Шарра — (1756—1763);
- кардинал Карло Реццонико — (1763—1799);
- кардинал Ромоальдо Браски-Онести — (30 октября 1800 — 10 ноября 1801);
- кардинал Джузеппе Мария Дориа Памфили — про-камерленго (10 ноября 1801 — 19 мая 1814);
- кардинал Ипполито Антонио Винченти Марери — про-камерленго (26 марта 1808 — 21 марта 1811);
- кардинал Бартоломео Пакка — (26 сентября 1814 — 20 декабря 1824);
- кардинал Пьетро Франческо Галлеффи — (20 декабря 1824 — 18 июня 1837);
- кардинал Джакомо Джустиниани — (1837—1843);
- кардинал Томмазо Риарио Сфорца — (3 апреля 1843 — 14 марта 1857);
- кардинал Лодовико Альтьери — (1857—1867);
- кардинал Филиппо Де Анджелис — (1867—1877);
- кардинал Винченцо Джоакино Рафаэль Луиджи Печчи — (1877—1878);
- кардинал Камилло ди Пьетро — (1878—1884);
- кардинал Доменико Консолини — (1884);
- кардинал Луиджи Орелья ди Санто Стефано — (1885—1913);
- кардинал Франческо Салезио делла Вольпе — (1914—1916);
- кардинал Пьетро Гаспарри — (1916—1934);
- кардинал Эудженио Пачелли — (1935—1939);
- кардинал Лоренцо Лаури — (1939—1941);
  - вакантно (1941—1958);
- кардинал Бенедетто Алоизи Мазелла — 1958—1970;
- кардинал Жан Вийо — 1970—1979;
- кардинал Паоло Бертоли — 1979—1985;
- кардинал Себастьяно Баджо — 1985—1993;
- кардинал Эдуардо Мартинес Сомало — 1993—2007;
- кардинал Тарчизио Бертоне — 2007—2014;
- кардинал Жан-Луи Торан — 2014—2018;
- кардинал Кевин Фаррелл — 2019—по настоящее время.